# 바카리 코네
바카리 코네(프랑스어: Bakari "Baky The Mouse Man" Koné, 1981년 9월 17일 아비장 ~ )은 코트디부아르의 출신의 전 축구 선수이다.

## 클럽 경력
다른 많은 코트디부아르 출신 축구 선수들과 마찬가지로, 바카리 코네는 명문 유소년 클럽인 ASEC 미모사에서 클럽 경력을 시작하였다. 그는 5년간 유스 아카데미에 머물렀고, 1999년 팀의 1군에 합류하여 프로로 데뷔하였다. ASEC 미모사에서 그는 리그 3회 우승과 CAF 슈퍼컵 우승을 차지하였다.
2002년 그는 카타르 리그의 클럽인 알이티하드에서 6개월간 머물렀고, 그 뒤 프랑스 르 샹피오나 리그 두의 팀인 FC 로리앙의 입단 테스트에 합격하였다. 그는 그곳에서 자신의 명성을 쌓았고, 2004-05 시즌이 끝난 뒤 팀이 아쉽게 리그 1으로 승격할 기회를 놓치자, 그는 5년 계약에 OGC 니스로 이적하였다.
그는 OGC 니스에서 인상적인 활약을 펼쳤고, 2007-08 시즌 중 자신의 계약 기간을 2009년까지 연장하였다. 2008년 6월 리그 1의 거대 클럽인 올랭피크 드 마르세유가 그에게 관심을 보이고 팀과 이적 협상을 하였으나, 이적료에서 이견을 보여 협상이 지지부진해졌다. 결국 그는 프리시즌에 참여하지 않는 등 팀에 대한 불만을 나타내었고, 7월 18일 마침내 올랭피크 드 마르세유의 공식 발표와 함께 그의 이적이 확정되었다.

## 국가대표팀 경력
코네는 지난 2006년 FIFA 월드컵에 코트디부아르 대표로 출전했고, 네덜란드와의 2차전에서 중거리슛으로 득점을 기록하기도 했다.

## 경력
- 2006년 아프리카 네이션스컵 국가대표
- 2006년 FIFA 월드컵 국가대표
- 2008년 아프리카 네이션스컵 국가대표
- 2010년 아프리카 네이션스컵 국가대표

## 수상
코트디부아르
- 2006년 아프리카 네이션스컵 준우승
- 2008년 아프리카 네이션스컵 4위

개인
- 2004-05 리그 2 베스트 11
- 2004-05 리그 2 득점왕
- 2004-05 리그 2 올해의 선수상